# Vitex negundo

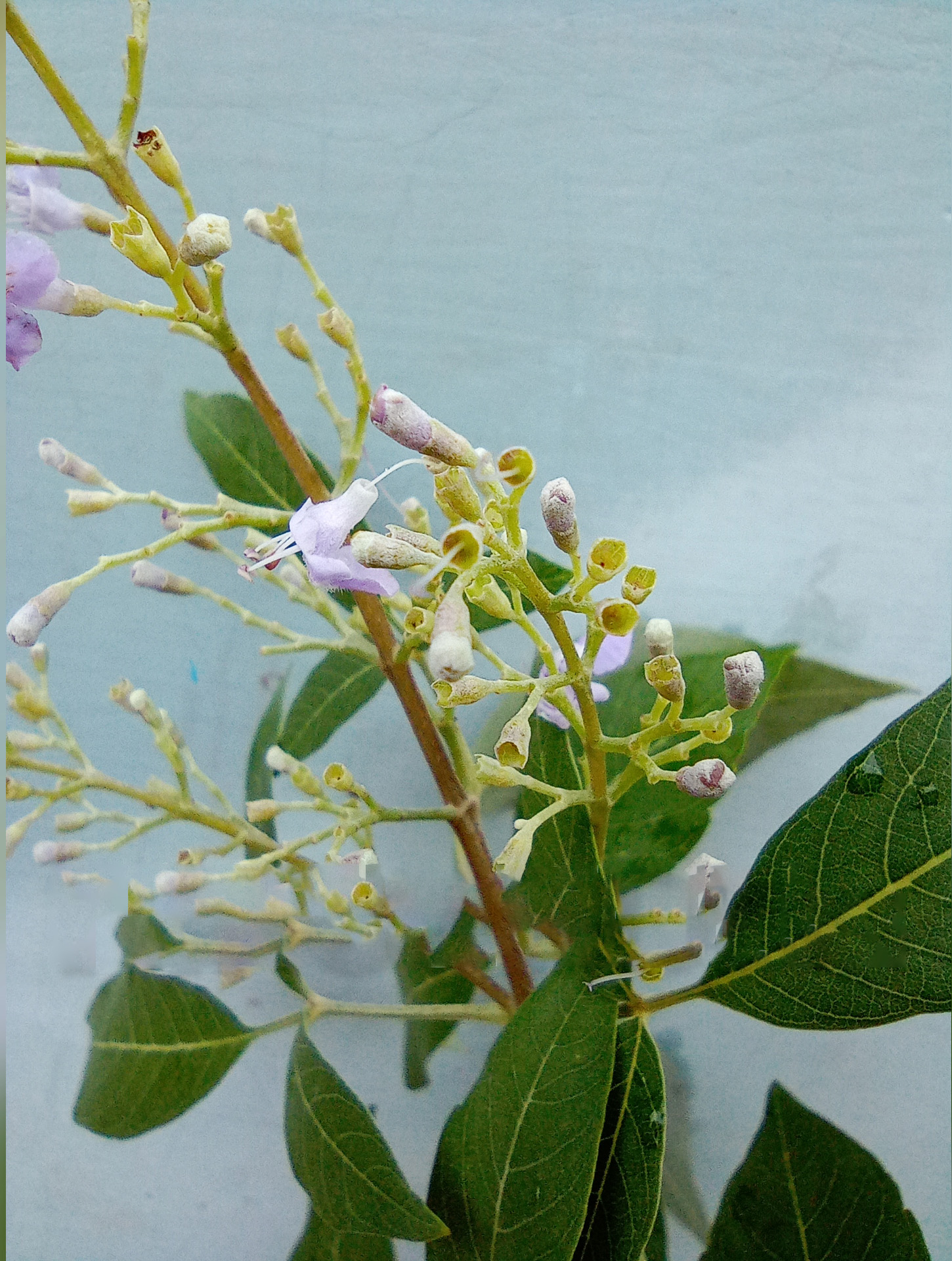
Vitex negundo com flores roxo-azuladas.

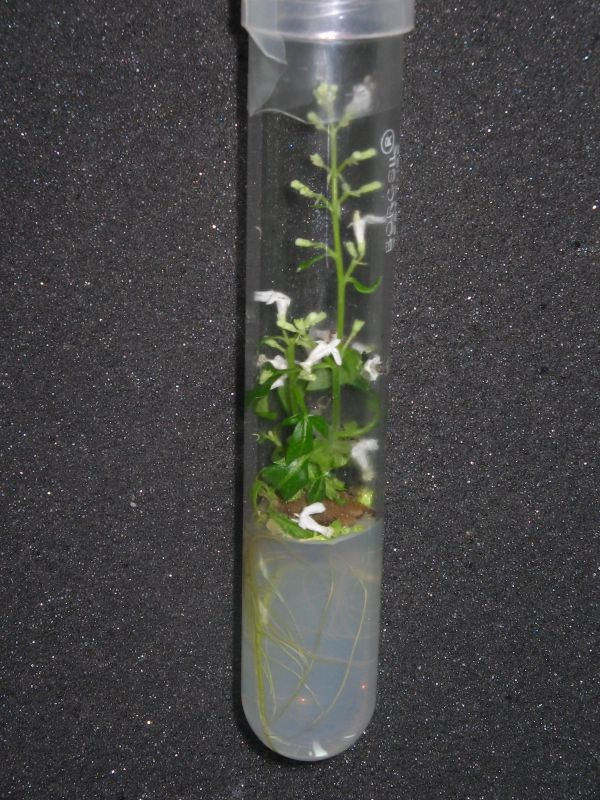
Floração in vitro de Vitex negundo.

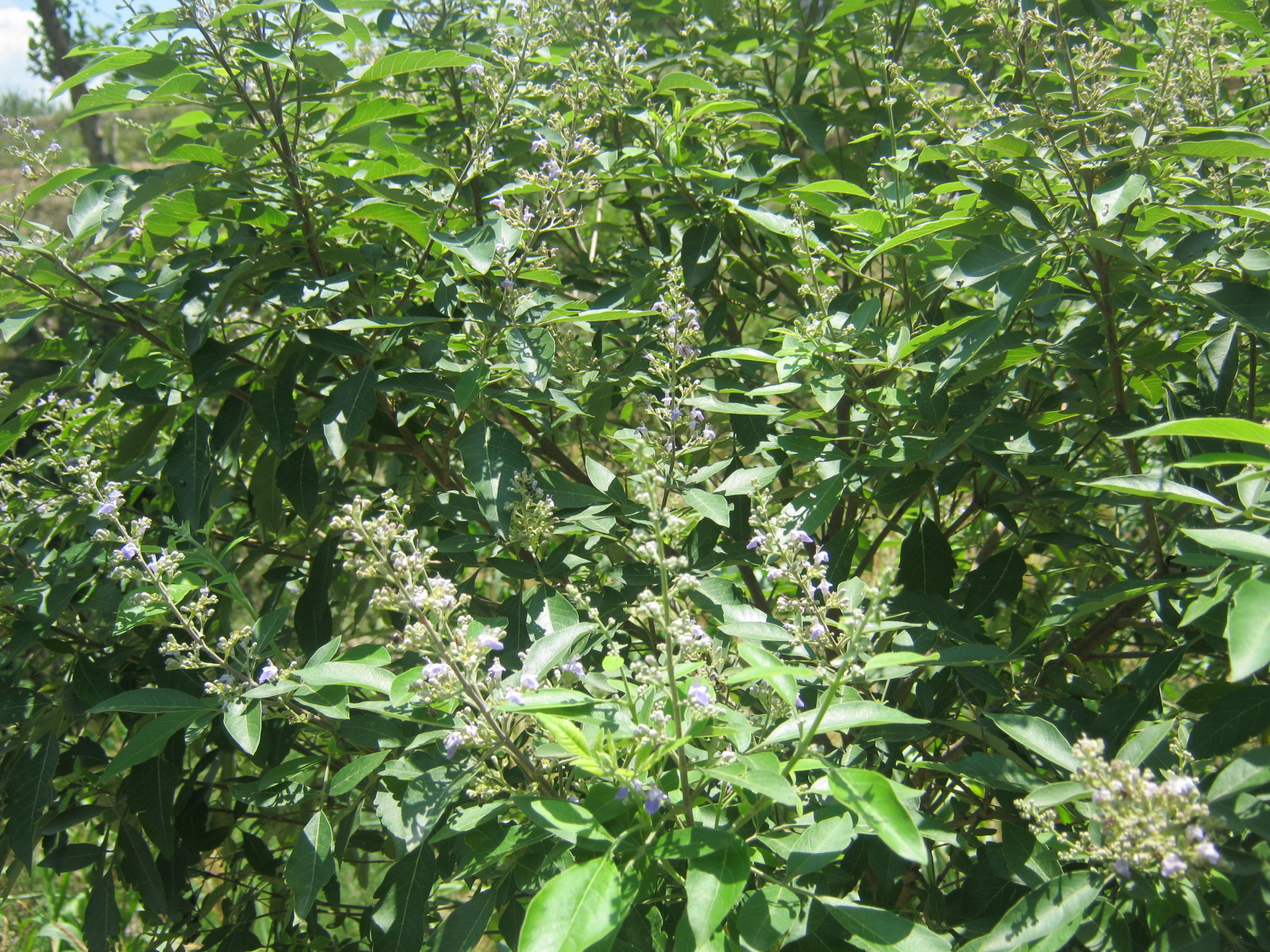
Inflorescência de Vitex negundo no vale en, no Nepal.

Vitex negundo é um arbusto aromático grande com ramos quadrangulares, densamente esbranquiçados e tomentosos. É amplamente utilizada na medicina tradicional, principalmente no sul e sudeste da Ásia.
O Vitex negundo é um arbusto ereto ou uma pequena árvore que cresce de 2 a 8 m de altura. A casca é marrom-avermelhada. Suas folhas são digitadas, com cinco folíolos lanceolados, às vezes três. Cada folheto tem cerca de 4 a 10 cm de comprimento, sendo que o folíolo central é o maior e possui um talo. As bordas das folhas são dentadas ou serrilhadas e a superfície inferior é coberta de pelos. As numerosas flores são produzidas em inflorescências de 10 a 20 cm de comprimento. Cada uma tem cerca de 6 a 7 cm de comprimento e é de cor branca a azul. As pétalas têm comprimentos diferentes, sendo o lobo médio inferior o mais longo. Tanto a corola quanto o cálice são cobertos de pelos densos.
O fruto é uma drupa suculenta, com 4 mm de diâmetro, arredondada ou em forma de ovo. É preto ou roxo quando maduro.

## Distribuição e habitat
O Vitex negundo é nativo da África Oriental e Austral e da Ásia. É amplamente cultivado e naturalizado em outros lugares.
Os países onde é nativa incluem Afeganistão, Bangladesh, Butão, Camboja, China, Índia, Indonésia, Japão, Coreia, Quênia, Madagascar, Malásia, Moçambique, Myanmar, Nepal, Paquistão, Filipinas, Sri Lanka, Taiwan, Tanzânia, Tailândia e Vietnã.
O Vitex negundo é comumente encontrado perto de corpos d'água, terras recentemente perturbadas, campos e florestas abertas mistas.

## Nomenclatura
Os nomes comuns do Vitex negunda em diferentes idiomas incluem:
- Assamês: Posotiya (পচতীয়া)

- Bengali: Nirgundi; Nishinda; Samalu

- Bontoc: Liñgei

- Chinês: Huáng jīng (黄荆)

- Inglês: Five-leaved chaste tree; Horseshoe vitex; Chinese chaste tree

- Filipino: Lagundî[4]

- Guzerate: Nagoda; Shamalic

- Hindi: Mewri; Nirgundi; Nisinda; Sambhalu; Sawbhalu (निर्गुंडी)

- Ifugao: Dabtan

- Ilocano: Dangla[4]

- Canarês: Biḷi nekki (ಬಿಳಿ ನೆಕ್ಕಿ)

- Coreano: jommokhyeong (좀목형)

- Malaiala: Karinochi (കരിനൊച്ചി)

- Marata: Nirgudi (निरगुडी)

- Nepalês: 'सिमली' 'Simali' 'Nirgundi'

- Punjabi: Banna; Marwan; Maura; Mawa; Swanjan Torbanna

- Sânscrito: Nirgundi; Sephalika; Sindhuvara; Svetasurasa; Vrikshaha (सिन्धुवार)

- Cingalês: Nika (නික)

- Concani: Lingad

- Tâmil: Chinduvaram; Nirnochchi; Nochchi; Notchi; Vellai-nochchi (நொச்சி / கரு நொச்சி)

- Telugo: Sindhuvara; Vavili; Nalla-vavili; Tella-vavili (వావిలి / సింధువార) lekkali

- Urdu: Sumbaloo

- Oriá: Begunia

## Química
Os principais constituintes do suco da folha são casticina [en], isoorientina [en], crisofenol D, luteolina, ácido 4-hidroxibenzoico e D-frutose. Os principais constituintes do óleo são sabineno [en], linalol, 4-terpineol [en], β-cariofileno, α-guaieno [en] e globulol, constituindo 61,8% do óleo.

## Usos
Acredita-se que os extratos purificados tenham propriedades medicinais.
O Vitex negundo é usado para tratar alho armazenado contra pragas biológicas. Também é listado como um dos dez medicamentos fitoterápicos aprovados pelo Departamento de Saúde como remédio para tosse nas Filipinas e vendido sob os nomes comerciais Ascof e Plemex. Na Malásia, é usado na medicina fitoterápica tradicional para a saúde da mulher, incluindo tratamentos para regular o ciclo menstrual, doença fibrocística da mama e remédios para o pós-parto.